# Mercati di Catania

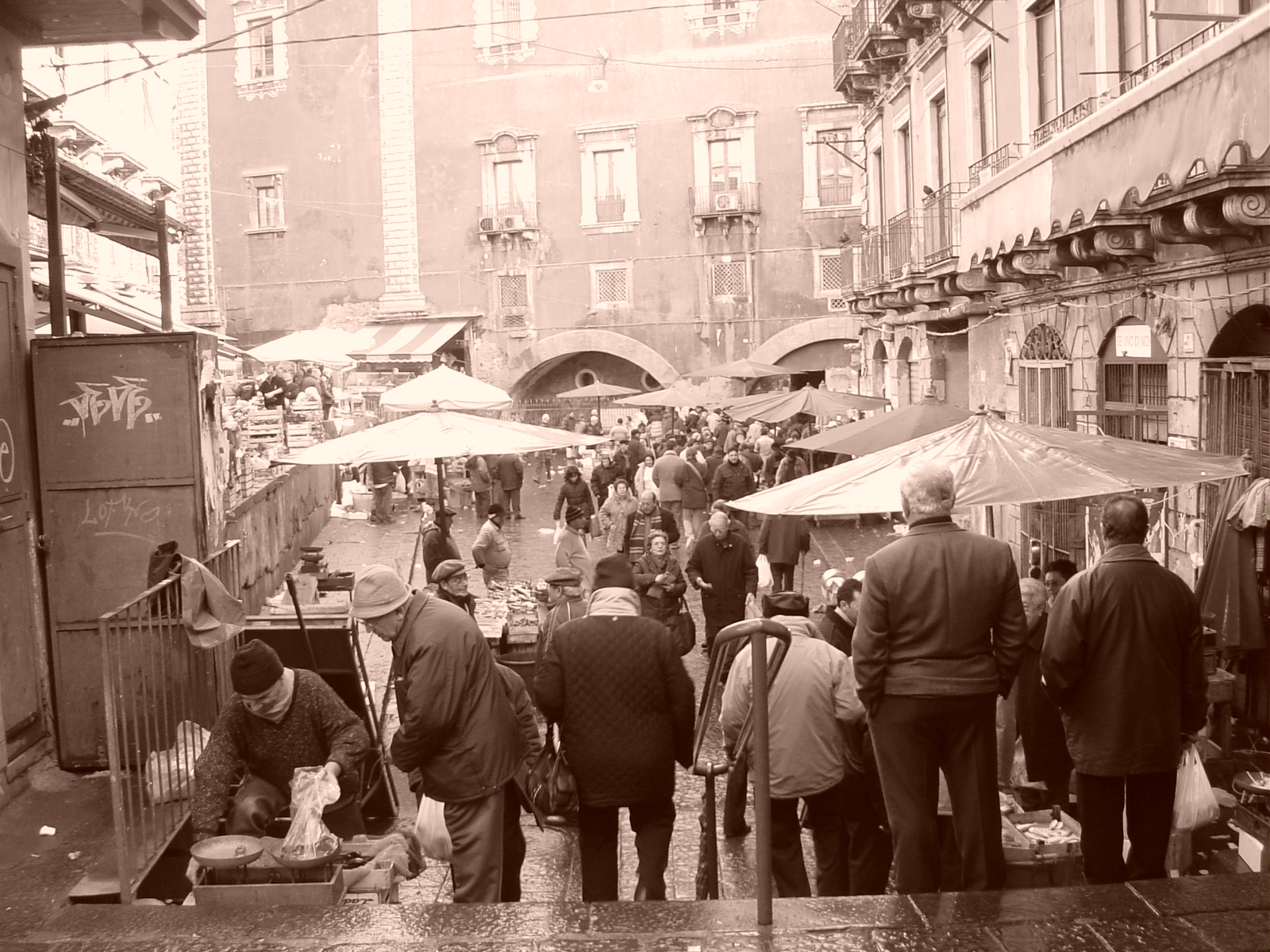
Lo storico mercato ittico in piazza Alonzo di Benedetto.

I mercati di Catania sono diverse attività commerciali dislocate per tutto il territorio comunale di detta città.

## Storia
L'attività mercantile è una delle attività maggiormente diffuse e antiche a Catania, come testimoniano i pochi atti del 1948, superstiti dell'incendio del Comune avvenuto nel 1944, relativi agli intensi traffici della capitale del regno di Trinacria. 
Le piazze a noi note adibite a tali attività furono le antiche Piano de la Herba, Piano di San Philippo e il (Piano della) Fera 'o Luni, con sede in antico nella piazzetta antistante la Regia Cappella. Quest'ultimo sopravvisse al terremoto del Val di Noto del 1693, ma venne trasferito prima nella vicina Piazza Università e quindi, dopo il 1832, nell'allora periferica sede di piazza Carlo Alberto. Il mercato del Piano di San Philippo rimase fino al XIX secolo, nell'area dove oggi c'è piazza Mazzini, impreziosito dal colonnato proveniente dalla presunta basilica del foro romano che, dalla fine del Settecento, regge il portico che circonda la piazza e protegge i prodotti esposti. Il mercato di Piano de la Herba invece non sopravvisse. 
Con l'accrescere della città si rese necessaria la presenza di nuovi mercati nei punti nevralgici dei nuovi quartieri nati. I primi a sorgere furono a Cibali e a Picanello, cui fecero seguito poi quelli di Barriera del Bosco, di San Giorgio, di Canalicchio, di Monte Po, di Librino, di Nesima (inferiore e superiore). Il più recente (dopo il completamento della piazza nel 1998) si svolge in piazza I Viceré a Canalicchio.

## Mercati storici

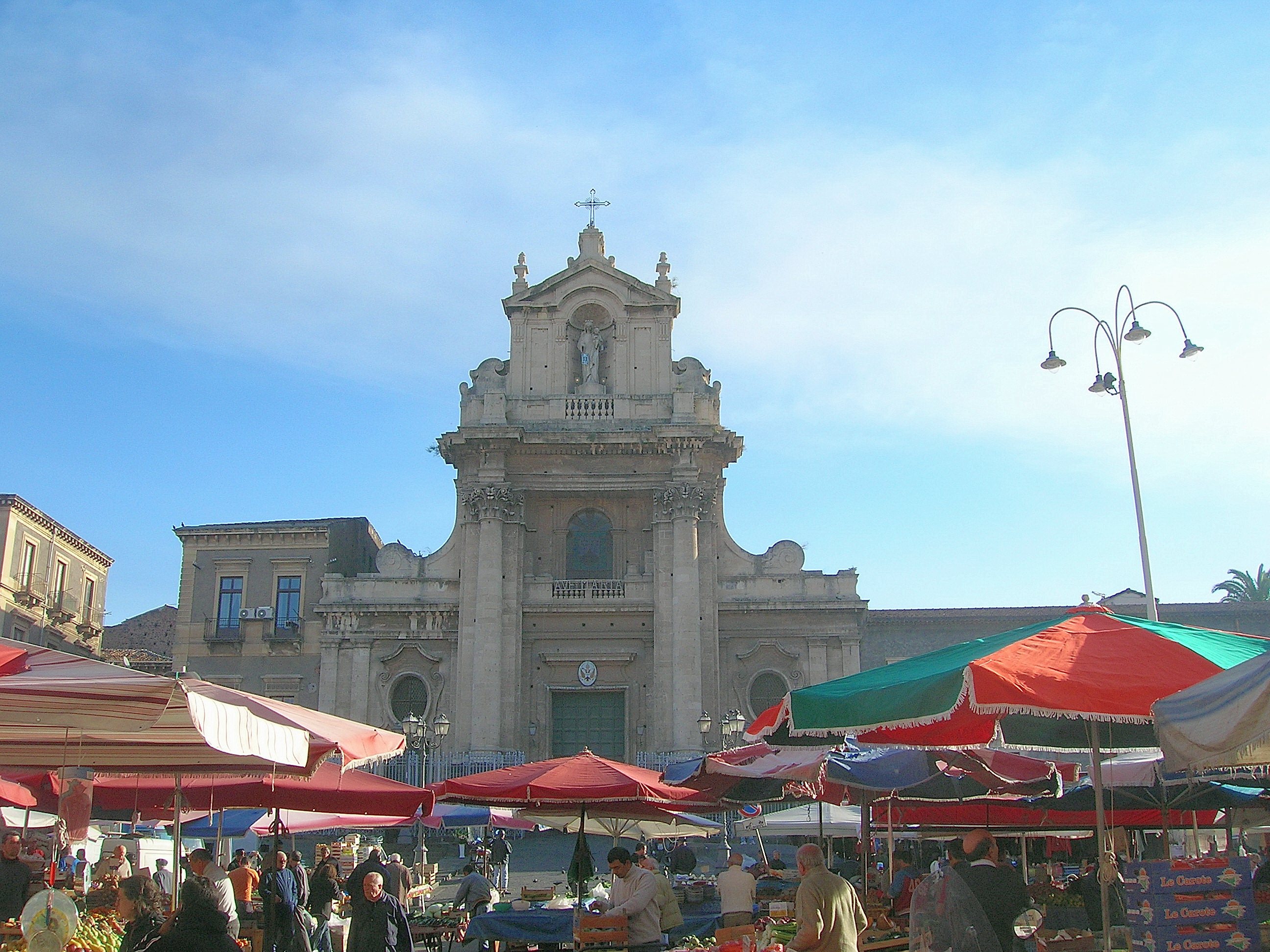
La Chiesa di Santa Maria Annunziata al Carmine su piazza Carlo Alberto, durante lo svolgimento del mercato.

I mercati storici catanesi rimasti ancora in situ sono essenzialmente due: la cosiddetta Fera 'o Luni, situata in piazza Carlo Alberto, e la Piscarìa in piazza Alonzo di Benedetto. La caratteristica comune di questi due mercati è la cosiddetta vuciata (traducibile con "grido"), un "urlo commerciale" atto a pubblicizzare la propria merce e/o a rivelarne il prezzo, la cui esistenza si deve probabilmente alle residue usanze dalla dominazione islamica.
La prima, la fiera di piazza Carlo Alberto, è nota popolarmente come Fera 'o Luni, sulla cui derivazione si sono fatte molte ipotesi (per questo non è facile una traduzione efficace), tra cui quella popolare che la intende come fiera del lunedì, forse perché in origine svoltasi solo in quel giorno della settimana.
La Pescheria di Catania occupa la sua attuale sede dall'inizio del XIX secolo, quando venne creata la galleria per il mercato ittico scavando nel 1814 nel terrapieno delle cinquecentesche mura di Carlo V, infatti la Porta che si venne a creare prese il nome dall'imperatore. Col tempo l'esercizio si estese alle vicine piazza Alonzo di Benedetto e piazza Pardo, fino ad arrivare agli Archi della Marina su via Cardinale Dusmet. Oggi è una delle attrazioni turistiche della città, in quanto assume gli odori, i sapori e i colori dei suq islamici, altro retaggio della dominazione islamica. I prodotti venduti sono quelli tipici della riviera ionica: spigole, triglie, pesce spada, cozze, ricci di mare etc.

## Mercatini rionali settimanali

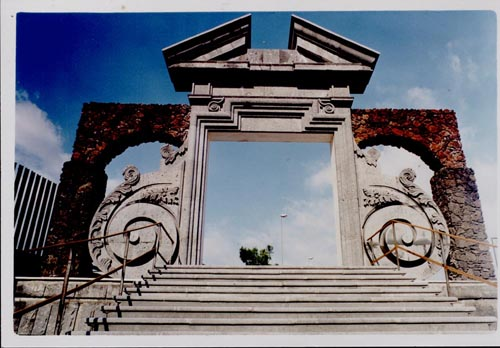
Ingresso da via Barletta di piazza I Viceré, sede del mercato settimanale del venerdì.

Lo sviluppo della città ha creato, nel tempo, diversi quartieri satellite, distanti dal centro e obbligati a rendersi autonomi con i servizi civici, tra cui gli stessi mercati. La realizzazione dei mercatini rionali fu quindi distribuita nell'arco della settimana a rotazione. La loro attuale distribuzione è la seguente:
- Lunedì: piazza Montessori (presso l'Ospedale Garibaldi Vecchio); largo Gaetano Di Giovanni (Monte Po); via Giuseppe Simili (Fasano di Gravina di Catania)
- Martedì: piazza Benedetto Condorelli Fragalà (Barriera del Bosco); piazza Giuseppe Sapienza (San Giorgio).
- Mercoledì: via Grasso Finocchiaro (Picanello, nel piazzale antistante il campo sportivo); viale Bummacaro (Librino).
- Giovedì: piazza Eroi d'Ungheria (Nesima inferiore); Largo Papa Paolo VI (presso il Borgo).
- Venerdì: piazza I Viceré-via Puglia (Canalicchio), via Don Giovanni Minzoni (San Giovanni Galermo); piazza San Pio X Papa (Nesima Superiore).
- Sabato: piazza Vincenzo Spedini (Cibali).

## Mercatini festivi

### Domenicali
La domenica i mercati rionali e storici sono chiusi, tuttavia anche in tale data è possibile trovare attivi il mercato delle pulci, ospitato nella zona portuale il cui ingresso è in via Cardinale Dusmet, e fino a non molto tempo fa era attivo il mercato scambisti sito in largo Giovanni Paisiello.

Il mercato domenicale di via Dusmet è tra i più noti della provincia e offre notevoli pezzi di antiquariato, oggetti da collezione ecc. Negli anni ha dovuto spesso cambiare sede, come piazza Carlo Alberto, piazza Dante e corso Martiri della libertà.

Presso il Porticciolo di Ognina, la domenica, è possibile trovare il mercato del pesce, tra le varie barche ormeggiate nel porto.

Un mercato di "bric à brac", infine, è ospite sotto gli "Archi della Marina" nei pressi della Villa Giovanni Pacini.

### Altre festività
Per la Festa di Sant'Agata si apre a Catania un nutrito mercatino, aperto con orario ininterrotto.
Presso il Porto Ulisse ad Ognina si apre in occasione della festa della natività di Maria, l'8 settembre detta popolarmente 'a Bammina, una ricca fiera che coinvolge buona parte delle aree portuali.
Per la festività dei Morti, il 2 novembre, si tengono aperti numerosi mercati, originariamente aperti solo per la vendita di giocattoli e dolci, ma poco alla volta hanno preso a occuparsi di articoli casalinghi e oggettistica.
Infine il mercato natalizio, ospitato presso la piazza Carlo Alberto, che dura fino ai primi dell'anno.

## Altro
Altri mercati notevoli a Catania sono il mercato ittico di via Domenico Tempio, il mercato floricolo di via Acquicella (Cimitero, si svolge il giovedì e la domenica) e di via Madonna del Divino Amore, il mercato ortofrutticolo all'ingrosso di viale Amerigo Vespucci. A Picanello, in via Spoto, a San Cristoforo, in via Belfiore, e a San Giuseppe la Rena, al viale Kennedy - Ente Fiera, esistono invece i mercati permanenti di quartiere.

Infine, a partire dagli anni ottanta sono presenti diversi centri commerciali: l'ex Vulcania (via Torino, oggi chiuso), Città Mercato (già Auchan, via San Giuseppe la Rena) e le Porte di Catania (Stradale Gelso Bianco). Dal 2011 sono attivi anche i centri commerciali IKEA presso lo svincolo Zona Industriale nord e il parco commerciale Centro Sicilia presso lo svincolo di San Giorgio in contrada Cubba di Misterbianco, entrambi della tangenziale di Catania.